# Dendragapus
A Dendragapus a madarak osztályának tyúkalakúak (Galliformes) rendjébe és a fácánfélék (Tetraonidae) családjába tartozó nem.

## Rendszerezés
A nembe az alábbi 2 faj tartozik:
- kék fajd (Dendragapus obscurus)
- Dendragapus fuliginosus vagy Dendragapus obscurus fuliginosus